# Sinfonía n.º 17 (Haydn)

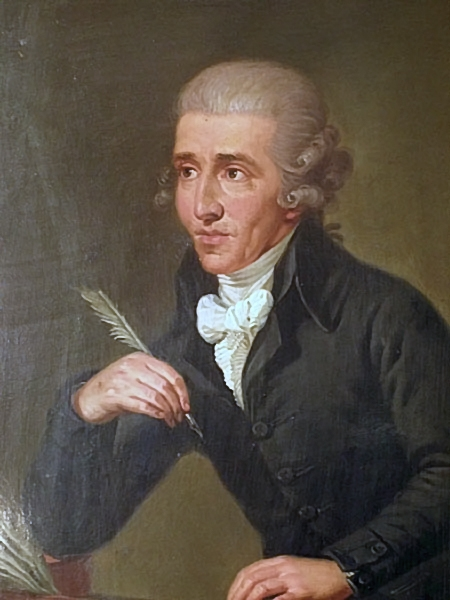
Haydn hacia 1770.

La Sinfonía n.º 17 en fa mayor, Hob. I:17 fue compuesta por Joseph Haydn en algún momento entre 1757 y 1761.

## Historia
La producción sinfónica del maestro austríaco puede dividirse a grandes rasgos en tres bloques temporales: el primer bloque (1757-1761) se corresponde con su periodo al servicio del conde Carl von Morzin (n.º 1 - n.º 5); el segundo bloque en la corte Esterházy (1761-1790 pero con la última sinfonía para el público de Esterházy en 1781); y el tercer bloque (1782-1795) comprende las Sinfonías de París (n.º 82 - n.º 87) y las Sinfonías de Londres (n.º 93 - n.º 104). El 1 de mayo de 1761 el compositor firmó su contrato como vice-kapellmeister (más tarde kapellmeister) de la familia Esterházy, que nominalmente duró 48 años, hasta su muerte.
La composición de esta pieza se cree que pudo desarrollarse en algún momento entre 1757 y 1763. Algunos estudiosos ubican esta obra en su periodo al servicio del conde Carl von Morzin en la corte de Lukavec. Otros, como Wayne Reisig, lo ubican en la estapa en la corte de Esterházy. Para Reisig es una ironía suprema que Haydn lograra una completa libertad creativa al servicio de su patrón, aunque quizá no tan sorprendente si se tiene en cuenta que ese mecenas era el ilustrado conde Esterházy. Así, desde el principio, el compositor exploró con entusiasmo y confianza diversas vías dentro del campo sinfónico. A veces el lenguaje externo era suficientemente familiar, pero el proceso o la forma podían ser reveladores. Esta sinfonía refleja una exploración por parte del compositor de las variaciones en el procedimiento. Como muchas de sus obras hermanas, es difícil precisar la fecha exacta de composición; estilísticamente, parece seguro asignarla al periodo Esterházy, de ahí su numeración adjunta.

## Instrumentación
La partitura está escrita para una orquesta formada por:
- Viento madera: 2 oboes y 1 fagot.
- Viento metal: 2 trompas.
- Cuerda: una sección de cuerdas con 2 violines, viola, violonchelo y contrabajo.
- Teclado: clavecín como bajo continuo.

En aquella época se solía emplear un fagot para amplificar la voz del bajo, incluso sin una notación separada. En cuanto a la participación del clavecín como bajo continuo en las sinfonías de Haydn existen diversas opiniones entre los estudiosos: James Webster se sitúa en contra; Hartmut Haenchen a favor; Jamie James en su artículo para The New York Times presenta diferentes posiciones por parte de Roy Goodman, Christopher Hogwood, H. C. Robbins Landon y James Webster. A partir de 2019 la mayor parte de las orquestas con instrumentos modernos no utiliza el clavecín como continuo. No obstante, existen grabaciones con clavecín en el bajo continuo realizadas por: Trevor Pinnock (Sturm und Drang Symphonies, Archiv, 1989-1990); Nikolaus Harnoncourt (n.º 6–8, Das Alte Werk, 1990); Sigiswald Kuijken (incluidas las Sinfonías de París y Londres; Virgin, 1988-1995); Roy Goodman (Ej. n.º 1-25, 70-78, 82-87; Hyperion, 2002).

## Estructura y análisis
La sinfonía consta de tres movimientos:
- I. Allegro, en fa mayor 3
4
- II. Andante ma non troppo, en fa menor 2
4
- III. Allegro molto, en fa mayor 3
8

La interpretación de esta obra dura aproximadamente entre 15 y 20 minutos. Se trata de una obra homotonal. Aunque la estructura es en tres movimientos, su duración es mayor que la de muchas obras de cuatro, debido a un manejo muy innovador de la forma sonata.

### I.Allegro
El primer movimiento, Allegro, está escrito en la tonalidad de re mayor, en compás de 3/4 y sigue la forma sonata. Se abre con uno de los movimientos más largos de este repertorio. Su longitud se debe a la sección de desarrollo, que supera en duración a la exposición. Es el único caso de este tipo en cualquier primer movimiento de sinfonía temprana de Haydn. Utiliza el típico ritmo ternario de Haydn y su estilo es ciertamente "neutro". El tema principal se distingue por sus trinos y giros, el segundo tema es una secuencia ascendente que insinúa grandilocuencia pero sólo brevemente. El desarrollo llama la atención ya que juega al despiste y presenta un sorprendente "doble cursus". Tras una sección de duración y carácter más o menos normales, da claras señales de volver a la tónica, con una elaborada secuencia descendente típica de las primeras retransiciones de Haydn. Pero en el momento mismo de la llegada a la tónica, la música se aleja asombrosamente hacia un segundo desarrollo extendido, casi tan largo como el primero, hasta que otra transición aún más "formal", tocada en menor sobre un pedal de dominante, prepara la recapitulación. Por tanto, el pasaje anterior no es una falsa recapitulación, sino una "falsa retransición". En su Sinfonía n.º 36 emplea un recurso similar, aunque menos "marcado".

### II.Andante ma non troppo
El segundo movimiento, Andante ma non troppo, está en fa menor, en compás de 2/4 y responde a una forma ternaria. La tonalidad pasa a la tónica menor, es decir, al modo menor y la atmósfera es un tanto melancólica. Presenta una extraña combinación de vivacidad y dramatismo propia de este tipo de movimientos en la primera época de Haydn. Aunque no es tan innovador como el Allegro inicial, está también muy expandido y roza el Adagio.

### III.Allegro molto
El tercer y último movimiento, Allegro molto, retoma la tonalidad inicial y el compás es 3/8. Adopta la forma binaria en miniatura, con sólo una pequeña prolongación de la dominante entre la exposición y la repetición. El Finale es breve y de carácter alegre. La indicación de tempo no es el habitual Presto, presumiblemente debido a las abundantes y movidas semicorcheas. Aunque se ajusta bastante a las convenciones, según Wayne Reisig constituye un postre de sorbete tras los dos ricos platos que lo han precedido.